# Cado dalle nubi (album)
Cado dalle nubi è il terzo album pubblicato dal cantautore e cabarettista pugliese Checco Zalone. Contiene la colonna sonora dell'omonimo film del 2009 che ha per protagonista lo stesso Checco. L'album pubblicato dall'etichetta RTI Music vede la collaborazione della band Mitili Ignoti, tranne che per il brano Sfascia famiglie. Zalone è autore unico di tutti i brani.

## Tracce
1. Angela – 3:14
2. I uomini sessuali – 2:26
3. Lo sto sognando – 2:59
4. Quando due si lasciano – 2:09
5. W le tette grosse – 3:26
6. Sfascia famiglie – 3:33
7. Country Angela – 3:09 – strumentale
8. Shallalà – 2:42 – strumentale
9. Arrivo a Milano – 2:42 – strumentale
10. Sui navilli – 2:19 – strumentale
11. Market – 1:42 – strumentale
12. Vedo Milano – 1:50 – strumentale
13. Mi lascia Marika – 1:01 – strumentale
14. Evviva 'u punti – 1:52

Durata totale: 35:04

## Formazione
- Checco Zalone – voce, pianoforte
- I Mitili Ignoti:
  - Paolo Iannattone – tastiere
  - Egidio Maggio – chitarre
  - Beppe Sequestro – basso
  - Felice Dituri – batteria